# Sandwich Barros Luco

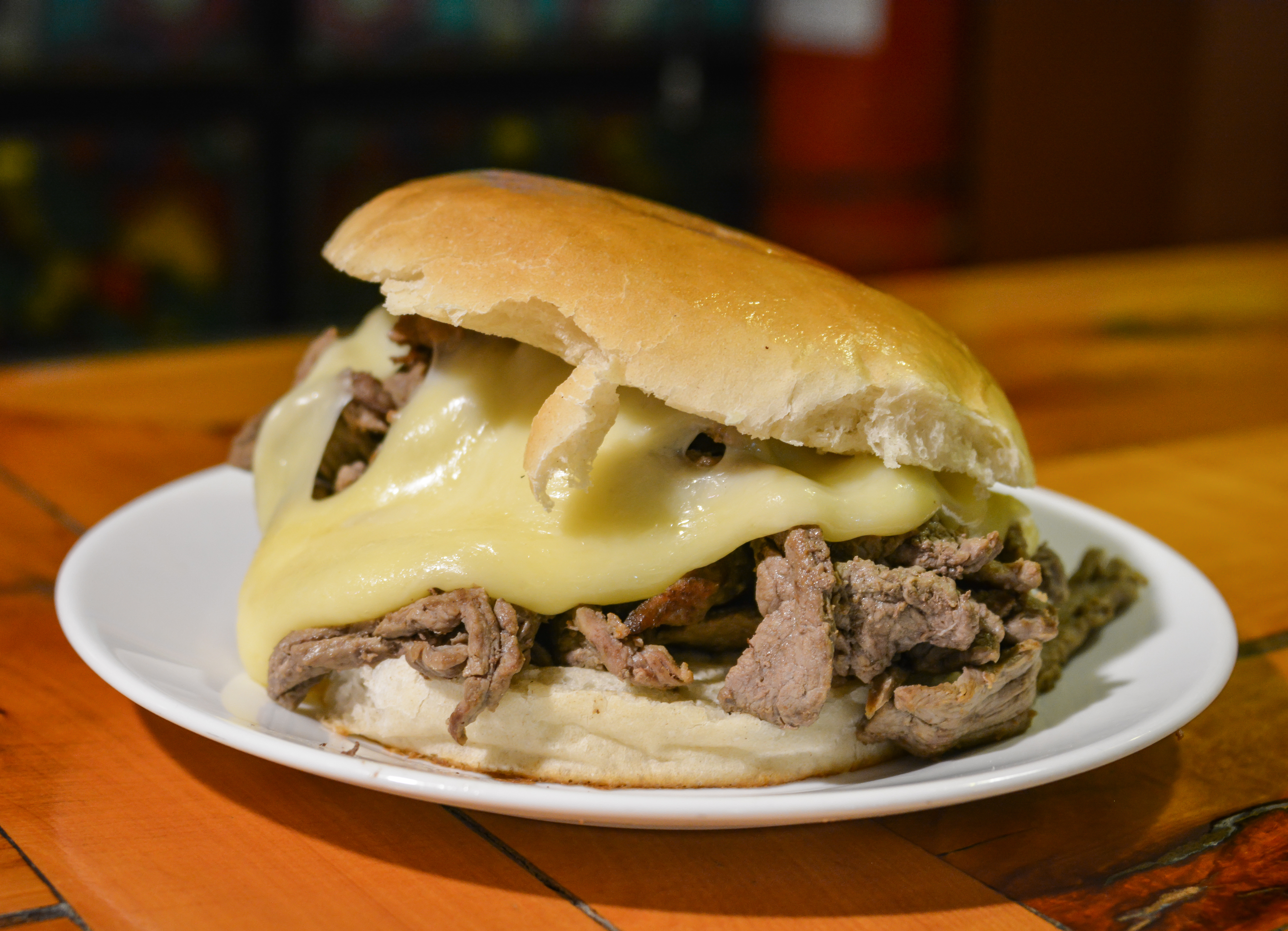
Barros Luco in Las Condes (Chile)

Barros Luco ist die chilenische Bezeichnung für ein Sandwich, das mit Rindfleisch und Schmelzkäse belegt ist. 
Das Barros Luco gibt es in vielen Schnellimbissen und Restaurants in Chile sowie in der an Chile angrenzenden argentinischen Provinz Mendoza. Es erhielt seinen Namen, weil der chilenische Politiker und Präsident der Jahre 1910 bis 1915 Ramón Barros Luco dieses Gericht oft bestellte, je nach Quelle entweder im ehemaligen Restaurant des ehemaligen Gebäudes des chilenischen Nationalkongresses oder in seinem Stammlokal in Santiago de Chile, der Confiteria Torres. 
Die Sandwiches werden in verschiedenen Variationen angeboten, so zum Beispiel mit Rinderschinken oder -filet, mit verschiedenen Käsesorten und verschiedenen Weißbrotvarianten.

## Sandwich Barros Jarpa

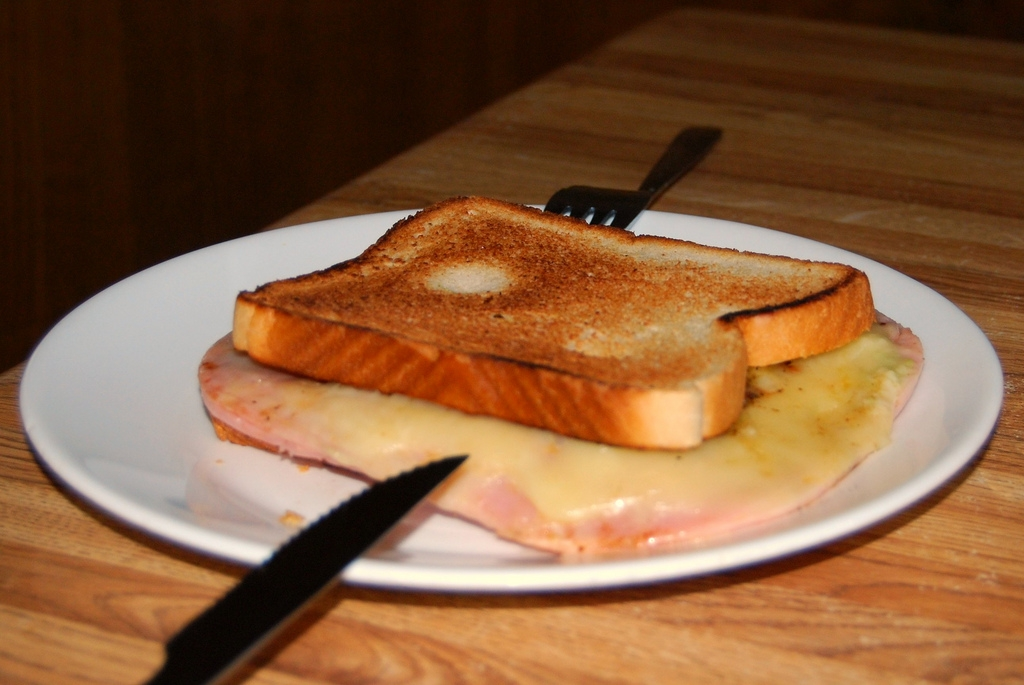
Barros Jarpa

Der Cousin des Präsidenten und Senator im chilenischen Parlament Ernesto Barros Jarpa war namensgebend für ein Käse-Schinken-Toast.